# Maganik (bergskedja)
Maganik är en bergskedja i Montenegro. Den ligger i den centrala delen av landet.
Maganik sträcker sig 3,4 km i öst-västlig riktning. Den högsta toppen är Međeđi Vrh, 2 139 meter över havet.
Topografiskt ingår följande toppar i Maganik:
- Babini Zubovi
- Crni Vrh
- Kokotov Vrh
- Međeđi Vrh
- Trešteni Vrh
- Čakmakov Vrh
- Kurozeb
- Stevanov Vrh